# Aichryson porphyrogennetos
Espèce
Aichryson porphyrogennetos est une espèce de plantes grasses de la famille des Crassulaceae et du genre Aichryson.